# Rotraut Gille
Rotraut Gille (geb. Briesewitz; * 8. Juli 1936 in Blankenburg) ist eine deutsche Ärztin und Naturschützerin.

## Leben
Rotraut Gille wurde am 8. Juli 1936 als erstes Kind von Gerda und Wolfgang Briesewitz im uckermärkischen Blankenburg geboren und wuchs in Ostpreußen auf. Ende 1944 musste sie mit ihrer Mutter und Geschwistern ihre Heimat verlassen und kehrte in ihren Geburtsort zurück. Sie besuchte die Volksschule in Gramzow, dann die Erweiterte Oberschule in Schwedt/Oder und legte 1955 das Abitur ab. Anschließend studierte sie von 1955 bis 1960 Medizin an der Universität Leipzig. Nach Studienende begann sie eine Facharztausbildung im Bereich Rechtsmedizin an der Universität Greifswald und wurde 1964 mit der Schrift Über die Merkmalsverteilung von Sekretor-Nonsektor- sowie anderen Blutgruppen und -Faktoren bei Diabetes mellitus zum Doktor der Medizin promoviert. Durch ihre Doktorarbeit inspiriert, begann sie sich für Transfusionsmedizin zu interessieren und wechselte ihre Facharztausbildung. 1967 wurde sie eine der ersten Fachärztinnen in diesem noch jungen Fach. In diesem Jahr wechselte sie an das Kreiskrankenhaus Schwedt, um dort eine Blutspendeeinrichtung, die Gebietsblutspendezentrale Schwedt, aufzubauen. Dort war sie als Chefärztin bis Dezember 1996 tätig.
Am 13. August 1960 heiratete Rotraut Gille ihren Schulfreund, den promovierten Chemiker Helmut Gille. Das Paar hat drei Kinder.
Mitte der 1980er Jahre begann Rotraut Gille, sich in der Industriestadt Schwedt/Oder für Umweltaspekte zu interessieren. Sie trat 1985 der Gesellschaft für Natur und Umwelt im damaligen Kulturbund der DDR bei. Umweltschutz war in der DDR ein brisantes Thema und Aktivitäten auf diesem Gebiet wurden von der Staatssicherheit der DDR argwöhnisch überwacht. 1987 gründete Rotraut Gille die Interessengemeinschaft Stadtökologie, sie initiierte die Pflanzung von Bäumen sowie die ökologische Umgestaltung von Schulhöfen und Grünanlagen. Zudem begann sie Tier- und Pflanzenarten zu erfassen und gründete 1988 das Landeskulturkabinett. Ende der 1980er Jahre begründete sie einen Ökogarten, der heute als NABU-Garten immer noch in Betrieb ist.
Mit der Wende trat Rotraut Gille der neu gegründeten Grünen Partei bei und wurde in die Schwedter Stadtverordnetenversammlung und den Uckermärkischen Kreistag gewählt. Zudem war sie 1990 Mitbegründerin des Regionalverbandes des Naturschutzbunds Deutschland (NABU) und ist seit 1994 dessen Vorsitzende. Auch an der Etablierung des Nationalparks Unteres Odertal war sie beteiligt und ist für den NABU im Kuratorium tätig. Rotraut Gille engagiert sich vor allem für die Bestände der Trauerseeschwalben im Nationalpark Unteres Odertal. Sie installierte mit ihrem Mann zahlreiche Nistkästen für  Dohlen, Turmfalken, Schleiereulen und Fledertiere und arbeitet aktiv an der Erhaltung der Trockenrasen im Landkreis Uckermark sowie der Kartierung und Förderung der Wildbienenbestände. Darüber hinaus ist sie mit ihrem Ehemann in der Umweltbildung für Kindertagesstätten und Schulen aktiv. Durch ihr Engagement wurde Schwedt die erste „Kommune für biologische Vielfalt“ in Brandenburg.
Für ihr Engagement erhielt Rotraut Gille 2015 die Ehrennadel und Ehrenurkunde des Landkreises Uckermark, mit ihrem Mann 2014 den Umweltpreis des Landes Brandenburg, die Silberne und Goldene Ehrennadel des NABU und schließlich 2016 die höchste Auszeichnung des NABU, die Lina-Hähnle-Medaille. 2021 erhielt Rotraut Gille den Umweltpreis des Landkreises Uckermark. 2022 wurde ihr das Verdienstkreuz am Bande verliehen.